# Секунд
Секунд или секунда (према лат. secunda: друга; симбол: s) је јединица за време и једна од седам СИ основних јединица. Дефинише се као трајање од 9.192.631.770 периода зрачења (радијације) које одговара прелазу између два хиперфина нивоа основног стања атома цезијума 133 на нула степени келвина. Дефиниција је усвојена на 13. општој конференцији за утеге и мере 1967. Назив потиче од поделе сата и степена на мање делове (лат. pars minuta secunda: други мањи део).
У поређењу с већим мерним јединицама за мерење времена:
- 1 минут = 60
- 1 сат = 3 600
- 1 дан = 86 400 s (због усклађења са стварном ротацијом Земље у неке дане убацује се преступна секунда, тако да не трају сви календарски дани 86 400 секунди)
- 1 Јулијанска година = 365,25 дана = 31 557 600

За мерење временских интервала краћих од секунде користе се мање мерне јединице: милисекунда (ms), микросекунда (μs), наносекунда (ns) итд. чији износ је одређен префиксом испред основне јединице секунда.
Својевремено је секунда била дефинисана као 86 400-ти део средњег Сунчевог дана, а затим као одређени део тропске године.

## Историја
Историјски, секунда је дефинисана у вези са ротацијом Земље као 1/86.400 просечног соларног дана. 1956. године Међународни комитет за тежине и мере, под дозволом коју је добио од десете Генералне конференције тежина и мера 1954. године, дефинисао је секунду у вези са периодом револуције Земље око Сунца за одређену епоху, зато што је до тада постало препознатљиво да Земљина ротација око своје осе није била довољно учестала као стандард за време. Земљино кретање је било описано у Њукомовим Табелама Сунца, што пружа формулу за кретање Сунца у епохи 1900 базираној на астрономским посматрањима урађеним током осамнаестог и деветнаестог века. Стога је секунда дефинисана као
1/31.556.925,9747 тропске године за 0. јануар 1900 у 12 сати ефемерног времена.
Ову дефиницију је ратификовала једанаеста Генерална конференција тежина и мера 1960. године. Коришћење 1900. године не значи да је ово епоха где просечни соларни дан траје 86.400 секунди. То је, радије, епоха где тропска епоха траје 31.556.925,9747 секунди ефемерног времена. Ефемерно време је дефинисано као мера времена која доводи посматране позиције небеских тела у слогу са Њутновском динамичном теоријом кретања.
Са развојем атомског часовника, одлучено је да се они користе као основ дефиниције секунде, пре него ротација земље.
После неколико година рада, два астронома из Америчке Морнаричке Опсерваторије (USNO) и два астронома из Националне Физичке Лабораторије (Тедингтон, Енглеска) су установили везу између фреквенције хиперфиног прелаза цезијумовог атома и ефемерне секунде. Користећи обичне методе мерења базиране на примљеним сигналима из радио станице WWV, установили су орбитално кретање Месеца око Земље, из чега је могло да се закључи очигледно кретање Сунца, у вези са временом као што мери атомски часовник. Као последица, 1967. године, тринаеста Генерална конференција тежина и мера је дефинисала секунду атомског времена у Међународном систему јединица као
трајање од 9.192.631.770 периода зрачења које одговара прелазу између два хиперфина нивоа основног стања атома цезијума 133.
Основно стање се дефинише на нули магнетног поља. Секунда тако дефинисана је еквивалентна ефемерној секунди.
Дефиниција секунде је касније побољшана на BIPM-овом састанку из 1997, како би се укључила и изјава
Ова дефиниција се односи на цезијум атом на температури од 0 K.
У пракси, ово значи да веома прецизне реализације секунде треба да компензују ефекте амбијенталне радијације како би се екстраполирала вредност секунде као што је изнад дефинисано.

## Умношци и подумношци
- Милисекунд је СИ изведена јединица за време једнака једној хиљадитинки секунде.
- Микросекунд је СИ изведена јединица за време једнака једном милионитом делу (10−6) секунде. Често се користи за мерење ствари као што су атомске и хемијске реакције, које се нормално дешавају у малим временским трајањима. Његов симбол је µs.
- Наносекунд је СИ изведена јединица за време једнака 10−9 секунде.
  - Ретко се користи у свакодневној употреби. У техничким ситуацијама је, међутим, веома честа јединица, поготово у телекомуникацији, код пулсирајућих ласера и у неким областима електронике.
  - У 1 , светлост пређе тачно 29,9792458 cm у вакууму (преко дефиниције метра). Али брзина светлости је спорија у другим срединама, што показује индекс преламања већи од 1. Стога у ваздуху (1,003), светлост путује брзином од око 29,89 cm у једној наносекунди, али зато путује само око 22,54 cm у води (1,33) у свакој наносекунди.
- Пикосекунд је СИ изведена јединица за време једнака 10−12 секунде, или једном билионитом делу (тј, милиону милиона) секунде.
- Фемтосекунд је СИ изведена јединица за време једнака 10−15 секунде.
  - Таласи видљиве светлости осцилују са периодом од око 1 фемтосекунд.
- Атосекунд је СИ изведена јединица за време једнака 10−18 секунде.
  - Тренутно најкраће измерено време (од фебруара 2004) је 100 атосекунди.
- (BBC News)
- Зептосекунд је СИ изведена јединица за време једнака 10−21 секунде.
- Јоктосекунд је СИ изведена јединица за време једнака једном квадрилиону (10−24) секунде.

## Угаона секунда
Угаона секунда (ознака ″) је допуштена мерна јединица угла, вредности 1″ = (π/648 000) радијана. Шездесети је део угаоне минуте, дакле 1″ = 1′/60, односно 3 600-ти део степена.

## Сунчево и звездано време
У свакодневном деловању најважније раздобље времена одређено је изменом светлости и таме (дневном изменом осунчења или инсолације). Положај Сунца на небеској сфери преставља казаљку помоћу које се установљује доба дана. Рачунање времена дана почиње у поноћ, у часу када се Сунце налази у доњој кулминацији. Сунчев дан (синодички дан) је време које протече између Сунчеве две узастопне истоветне кулминације (горње у подне или доње у поноћ). Слично томе, звездани дан (сидерички дан) је време у којему пуни окрет учини нека звезда, или тачније речено пролетна тачка. Сунчево време служи за свакодневне животне делатности. Знајући тренутак Сунчева времена, у стању смо одредити положај Сунца на небу. Можда нам се чини да то није проблем, јер се Сунце изнад обзора лако угледа. Међутим код звезда није тако. Звезде су много мањег сјаја него Сунце. Звездано време потребно је да би се одредио положај звезда, а осим у астрономији, примењује се у геодезији и навигацији.

### Звездано време
Казаљка звезданог времена је пролетна тачка. Звездано време једнако је сатном углу пролетне тачке. Звездани дан почиње када се прољетна тачка налази у горњој кулминацији. Звездано време повезано је у сваком часу са сатним углом и ректасцензијом звезде. Оно је ограничено тиме на раздобље од 0 до 24 h. Звездано време тече онолико једнолико колико се једнолико Земља окреће. Ток звезданог времена одређен је само Земљиним окретањем у односу на звезде. У току времена постоје мале промене. Разлози тих промена тројаки су. Један је учинак плиме. При кретању плимних таласа долази до трења између водених маса и дна. Трењем се губи део кинетичке енергије окретања па се она успорава. Појава се очитује у столетним размацима. Затим, постоје сезонске промене брзине окретања, јер се зависно од годишњег доба мењају јачине и смерови ветрова те морских струја. Стога се ротација и успорава и убрзава у току године, зависно од тога помажу ли струјања Земљиној ротацији или одмажу. Трећи разлог крије се у кретањима у Земљиној унутрашњости и у физичком простору Земљине околине.
Сунчев дан задан је не само Земљином вртњом око властите осе, већ и Земљином годишњом путањом око Сунца. Притом Земља учини један окрет више око своје осе, с обзиром на прољетну тачку (или звезде) него с обзиром на Сунце. Обилажење око Сунца чини један додатни окрет Земље према систему звезда. То значи да ће број звезданих дана у Сунчевој (тропској) години бити за јединицу већи од броја Сунчевих дана у Сунчевој години :
( + 1) звездани дан = T Сунчев дан
где је T - Сунчева или тропска година која износи 365 d 5 h 48 min 46 s = 365,24219 d, па се добија:
1 звездани дан = 
Звездани дан дели се сам по себи у 24 h звезданог времена, а сати, минуте и секунде звезданог времена такође трају краће од сата, минута и секунди Сунчева времена:
1 звездани сат = 
1 звездана минута = 59,8 s
Звездано време зависи од годишњег доба. Оног часа када је Сунце у пролетној тачки с којом заједно пролази кроз горњу кулминацију подне је (12 h Сунчевог времена), али истодобно је и почетак звезданог дана (0 х звезданог времена). Наредног ће се дана Сунце наћи источније од пролетне тачке јер оно међу звездама одмиче на исток, па ће у дневној вртњи неба „заостајати“ за звездама и касније проћи него прољетна тачка. Када угао између сатног круга прољетне тачке и Сунца порасте на 90° (почетак лета), звездано ће време бити „млађе“ од Сунчевог за 6 h; када порасте на 180° (почетак јесени), звездано време једнако је Сунчевом; када разлика досегне 270° (почетак зиме), звездано ће време бити за 6 h „старије“ од Сунчевог.

### Средњи Сунчев дан
Сунце се не креће једноликом брзином по еклиптици, а еклиптика се не подудара с небеским екватором. По еклиптици се Сунце не креће једнолико јер његово привидно кретање само одражава право гибање Земље око Сунца; Земља се по еклиптичној стази креће промењивом брзином. Стога Сунце не прелази сваког дана једнаке углове по еклиптици. Сунце исто мења своју угаону удаљеност од небеског екватора. То значи да оно осим кретања упоредо с небеским екватором изводи још и кретање у смеру нормалном на екватор. На пример, дан после почетка пролећа, Сунце ће се наћи нешто северније од небеског екватора. Дневни помаци на север или на југ од небеског екватора највећи су у доба равнодневница, а у доба око сунцостаја Сунце се креће упоредо с небеским екватором. То значи, и када би се Сунце еклиптиком и кретало равномерно, његова се пројекција на небески екватор не би кретала равномерно.
Прави Сунчеви дани не трају зато једнако. Средњи Сунчев дан (или напросто дан) је просек свих правих Сунчевих дана у току тропске или Сунчеве године. Данас се трајање средњег Сунчевог дана прати помоћу атомских сатова. Године 1967. договорено је да се уместо секунде одређене из кретања Земље, као јединица времена искористи атомска секунда или секунда одређена атомским сатом. Та је секунда повезана с трајањем тропске или Сунчеве године 1900. Секундом се сматра раздобље времена који је био 31 556 925,9747 пута садржан у тој тропској години. Како се дужина дана и тропске године с временом мењају, то се ради усклађења времена дана с календаром убацује у календарски дан додатна (прекобројна) секунда.

### Једначина времена
Природне појаве, као што су излазак и залазак Сунца, те горња кулминација (право месно подне), зависе од кретања правог Сунца. Да би се тренутак дана повезао са сатном кружницом на којој се налази Сунце, установљена је разлика правог и средњег Сунчевог времена. Разлика је позната под називом једначина времена:
једначина времена = право Сунчево време - средње Сунчево време

### Средње Сунчево време
Пошто се свако време, и звездано и Сунчево, мери сатним углом (у односу на меридијан посматрача), оно је локалног карактера. Свака географска дужина има своје време. Ако је код нас подне, западно од нас биће још јутро, а источније од нас биће поподне. Сваких 15° географске дужине доноси разлику месних времена од 1 сат. Зато је на некој географској дужини λ, средње Сунчево време једнако:
Tm = UT ± λ
Код источних земљописних дужина предзнак је позитиван, код западних негативан. Светско или универзално време УТ (енг. Universal Time) средње је Сунчево време на 0° меридијану или гриничком меридијану. Географску дужину λ треба изразити у временским јединицама користећи следеће односе: 1 h = 15°; 1 min = 15'; 1 s = 15"; 1° = 4 min; 1' = 4 s; 1" = 0,066 s.

### Координисано универзално време UTC
У друштвеним заједницама успостављено је појасно или зонско време. Уместо да се свако место равна по својем средњем Сунчевом времену које започиње у месну поноћ, читаве државе или њихови делови имају заједничко време. Цела је Земља расподељена на 24 временске зоне или појаса. Средишњи меридијани временске зоне размакнути су за 15°. Унутар сваке зоне поштује се јединствено време. Поједине државе су увеле и летње рачунање времена (енг. Daylight saving time или DST), којим се током летњих месеци, казаљке пребацују обично за један сат унапред у односу на координисано универзално време (енг. Coordinated Universal Time или UTC). На Балкану се примењује средњоевропско време или UTC+1 (тачније речено средњоевропско зимско време), које је одређено средњим Сунчевим временом за источну географску дужину од 15° E, а од 1983. примењује се и летње рачунање времена. Када се жели исказати временски след појава опажаних на различитим земљописним дужинама, као и праве временске разлике, тренутак времена изражава се помоћу координисаног универзалног времена UTC.

### Право Сунчево време
Односи правог и средњег Сунчевог времена, месног и зонског, се користе да би се одредило колико је сати у тренутку правог времена. Грађанско време које се примењује је средње Сунчево време само за одређени меридијан. На Балкану је то 15° Е меридијан. За 1° источније, на 16° Е меридијану средње време биће за 4 минуте „старије“ (средњем Сунчевом времену треба додати 4 минуте).

### Датумска граница
Тренутак поноћи у некој временској зони одељује прошли дан од идућег дана. Дакле, постоји једна природна граница датума (надневка) која се непрестано покреће од временске зоне до зоне. Зато на Земљи мора постојати још једна граница датума, јер два подручја на Земљи, која истодобно имају два различита датума, морају се сучељавати на две, а не само на једној граници. Зато је постављена чврста датумска граница, и то у најмање насељеном подручју Тихог океана. С обе стране границе исто је време у дану, јер је једнака осунчаност, али се сусрећу два различита датума. Изводи се правило да приликом преласка датумске границе треба један дан одузети путује ли се са запада на исток, а додати један дан путује ли се с истока на запад. Путовањем на исток путник залази у подручје све „старијег“ дана, мора помицати сатну казаљку непрестано унапријед, па на читавом кругу око Земље напуни један дан. Зато се стекне један дан више, па се при преласку датумске границе мора одбити.